# Pinova
Pinova è una cultivar (varietà) di mela.

## Storia
La cultivar fu creata in Germania nel 1965 dell'"Institut für Obstforschung of Dresden–Pillnitz", ubicato a Pillnitz (Sassonia), all'epoca parte della Repubblica Democratica Tedesca. Con la fine della R.D.T. i diritti sulla cultivar passarono al Land della Sassonia.

## Descrizione

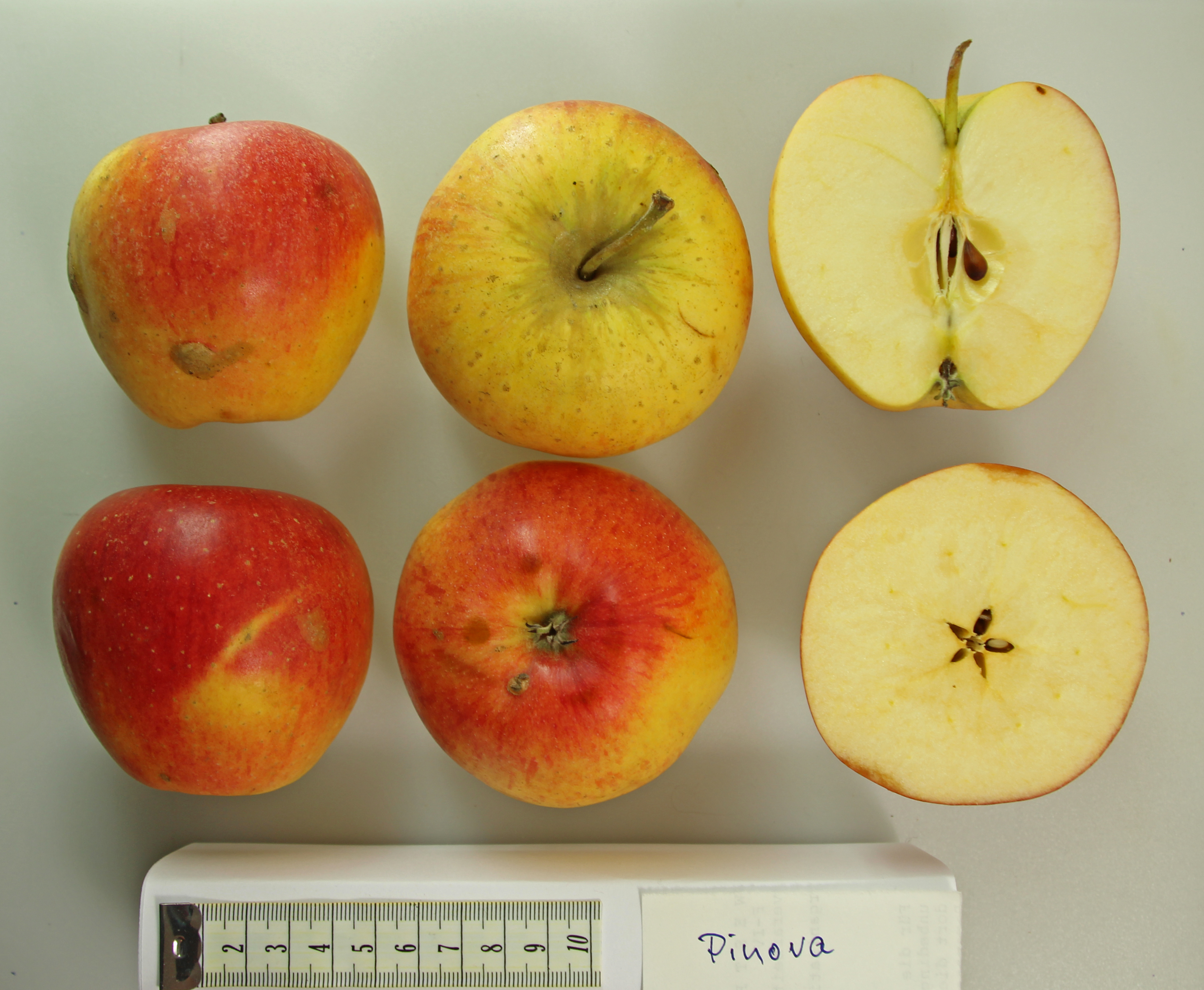
Frutti sezionati

La cultivar è un incrocio fra due tipi di mela, golden delicius e clivia.
Questa varietà di mela ha forma tondeggiante, buccia colore rosso-giallo, polpa croccante e succosa, sapore dolce ed è ricca di fruttosio. La raccolta avviene all'inizio di ottobre.